# Żelazny Most (wieś)

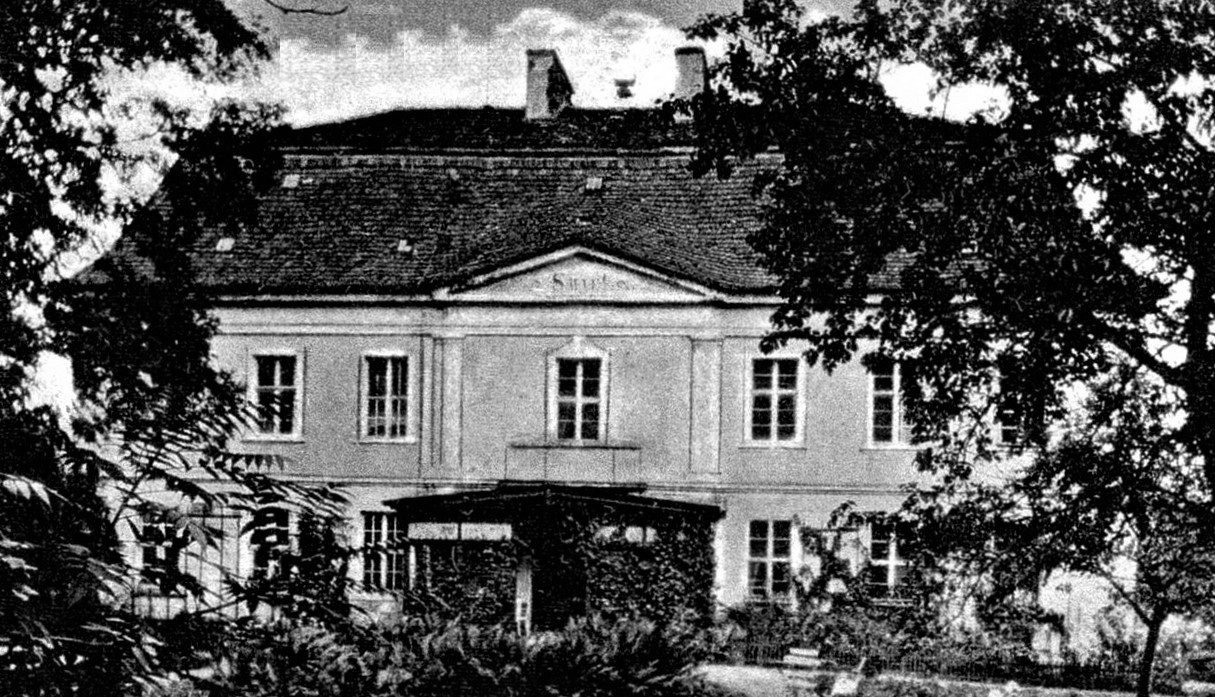
Dwór w Żelaznym Moście

Żelazny Most (niem. Eisemost) – wieś w Polsce, położona w województwie dolnośląskim, w powiecie polkowickim, w gminie Polkowice. Wieś leży na Wzgórzach Polkowickich (południowa część Wzgórz Dalkowskich). Najstarsza wzmianka o wsi pochodzi z 1315 roku.

## Podział administracyjny
| SIMC    | Nazwa | Rodzaj     |
| ------- | ----- | ---------- |
| 1064232 | Gilów | przysiółek |

W latach 1975–1998 miejscowość administracyjnie należała do województwa legnickiego.

## Położenie
Leży 12 km na północ od Lubina, 8 km na południowy zachód od Polkowic.

## Historia
Najstarsza wzmianka pochodzi z 1315 r., leży wśród ładnych wzniesień morenowych pokrytych lasami. W XVII w. własność polskiego szlachcica Andrzeja Kłobuczyńskiego i jego spadkobierców do połowy XIX w.

## Nazwa
Nazwa wywodzi się prawdopodobnie ze złego przetłumaczenia nazwy niemieckiej – Eisemost (sama nazwa nie oznacza nic, natomiast Eisen to żelazny). Niewykluczone, że nazwa wsi jest dawnym połączeniem słowa niemieckiego: eisen i polskiego: most i pochodzi od nieistniejącego, trudnego do zlokalizowania dziś mostu z rudy darniowej.

## Zabytki
Do wojewódzkiego rejestru zabytków wpisane są:
- kościół filialny pw. św. Barbary, obiekt jednonawowy, o konstrukcji ryglowej, orientowany, z wieżyczką od zachodu. Wzmiankowany w 1376 r. Pierwotny obiekt rozebrany; obecny powstał z fundacji Andrzeja Kłobuczyńskiego w 1664 r. Ołtarz pochodzi z 1425 r., przebudowany w 1674 r. oraz w XVIII w., chrzcielnica kamienna z 1666 r., sufit drewniany z ornamentem. Obok kościoła są pochowani członkowie rodu Kłobuczyńskich.
- piętrowy dwór (A/3446/1514 z 27.01.1966) barokowy z drugiej połowy XVIII w., własność m.in. potomków Andrzeja Kłobuczyńskiego, zbudowany na planie prostokąta, kryty wysokim dachem mansardowym, wejście główne znajduje się centralnie w  ścianie frontowej, w pseudoryzalicie nad nim skromny balkon z zabudowaną balustradą, a wyżej fronton. W ruinie, do czasów współczesnych pozostały ściany zewnętrzne.